# Campeonato de fútbol de Alemania Meridional
El Campeonato de fútbol de Alemania Meridional (en alemán: Süddeutsche Meisterschaft) fue la liga de fútbol más importante de la región de Alemania Meridional desde 1898 hasta su desaparición en 1933.

## Historia
La liga fue creada en 1898 un año después de la creación de la Asociación de Fútbol de Alemania Meridional, en la cual participaban los equipos del sur del Imperio alemán, los cuales pertenecían a las siguientes zonas:
| - Reino de Baviera - Reino de Wurtemberg - Gran Ducado de Baden - Gran Ducado de Hesse | - Alsacia-Lorena - Provincia de Hohenzollern - Parte sur de la Provincia de Hesse-Nassau - Parte sur de la Provincia de Renania |

Luego de que nace el Campeonato de fútbol alemán en 1903, el campeonato se convierte en un torneo clasificatorio para el campeonato nacional, pero que lo era realmente importante para los equipos de la región, aunque al principio solo equipos de las ciudades de Frankfurt, Karlsruhe y Mannheim tomaban parte en él hasta que se integraron los equipos de Baviera.
A partir de 1907 la liga se dividió en cuatro distritos con su propia estructura:
- Nordkreis-Liga, Equipos de Hesse
- Ostkreis-Liga, Equipos de Baviera
- Südkreis-Liga, Equipos de Württemberg, Baden y Alsacia
- Westkreis-Liga, Equipos de Palatinado, Lorraine y el sur de la provincia de Renania

Este cambio de sistema hizo que el Campeonato de fútbol de Alemania Meridional fuera el más dominante del Campeonato de fútbol alemán durante los años 1920.
Luego de que finalizar la Primera Guerra Mundial en 1919 los equipos de la región de Alsacia-Lorena pasaron a formar parte de Francia y abandonaron la liga para no volver más, siendo en ese mismo año que se presentara una nueva división de grupos e la liga y pasó a ser de 10 ligas distritales:
| - Kreisliga Hessen - Kreisliga Nordbayern - Kreisliga Nordmain - Kreisliga Odenwald - Kreisliga Pfalz | - Kreisliga Saar - Kreisliga Südbayern - Kreisliga Südmain - Kreisliga Südwest - Kreisliga Württemberg |

Los campeonatos de liga se jugaban con dos grupos de tres equipos cada uno y uno de cuatro para definir los clasificados a semifinales, los ganadores de los grupos de tres equipos más los dos primeros lugares del cuadrangular para definir al clasificado al campeonato del sur.
Así se mantuvo hasta la edición de 1922 edition pero con la participación de ambos finalistas en la fase final del sur en un torneo de eliminación directa para definir al campeón.
En 1923 solo los ganadores de cada distrito clasificaban a la primera ronda del torneo de eliminación directa, formando una pentagonal a ida y vuelta para definir al campeón.
Al finalizar la liga, el sistema de competición alemán fue reorganizado. En la región de Alemania Meridional fueron creadas las Bezirksligas como la primera división distrital, y en este caso fueron creadas 5:
- Bezirksliga Bayern
- Bezirksliga Main
- Bezirksliga Rhein
- Bezirksliga Rheinhessen-Saar
- Bezirksliga Württemberg-Baden

Para el campeonato de 1924, los campeones de las ediciones de torneos distritales participaron para definir a un campeón en un sistema de liga. Solo el campeón lograba la clasificación al Campeonato alemán. En la temporada siguiente, solo los ganadores de cada liga distrital participaban en el campeonato del sur en la que los mejores tres equipos del torneo clasificaban al campeonato alemán. En 1926 también lograba la clasificación el campeón de copa del sur al torneo nacional.
En 1927 se mantuvo el mismo sistema, con la diferencia de que los cinco subcampeones de cada Bezirksliga tomaron parte en el torneo. Los tres primeros lugares lograban la clasificación al campeonato alemán.
En la siguiente temporada las Bezirksligas fueron parcialmente reorganizadas y pasaron a ser 4. Pero cada Bezirksliga sería dividida en dos grupos regionales:
- Bezirksliga Bayern, Norte y Sur de Baviera
- Bezirksliga Main-Hessen, Dividido en Main y Hessen
- Bezirksliga Rhein-Saar, Dividido en Rhein y Saar
- Bezirksliga Württemberg-Baden, Dividido en Württemberg y Baden

Para 1928 el ganador de cada uno de los grupos regionales clasificaba al torneo del sur, manteniendo el sistema de todos contra todos a ida y vuelta. Además, el segundo y tercer lugar de cada grupo clasificaban a una ronda de consolación. Esos 16 equipos serían divididos en dos grupos de ocho, por regiones. Los dos mejores de cada grupo jugarían una final para definir al tercer clasificado al campeonato alemán. Este formato se mantuvo para las ediciones de 1928, 1929, 1930 y 1931.
Para las siguientes dos temporadas, 1932 y 1933, el sistema cambió una vez más. El campeón y finalista de cada liga regional clasificaban al campeonato del sur, divididos en dos grupos de ocho equipos, subdivididos regionalmente. Los dos primeros de cada grupo clasificaban a la fase final del torneo para definir a los dos clasificados al campeonato nacional. Los segundos lugares se enfrentaban para definir al tercer clasificado al torneo nacional. En 1932 y 1933 se jugaron muy parecida, con la diferencia de 1933 en la que los equipos de Württemberg-Baden-Bayern jugaban en un grupo y los equipos de Main-Hessen-Rhein-Saar en el otro.
La final de 1932 tuvo un poco de escándalo, cuando el partido entre el Eintracht Frankfurt y el FC Bayern Munich se detuvo cuando iba 2–0 a favor del Eintracht a siete minutos del final. Los aficionados del Bayern arruinaron el campo de juego y el Eintracht Frankfurt fue declarado ganador. Incidentalmente, la final del torneo alemán fue una revancha entre ambos equipos y el FC Bayern ganó 2–0.
En 1933 con la llegada de los nazis al poder en Alemania la liga desaparece debido a que Alemania nazi no quería preservar la identidad regional, reemplazando el Campeonato de fútbol de Alemania Meridional por:
| - Gauliga Bayern - Gauliga Württemberg | - Gauliga Baden - Gauliga Südwest/Mainhessen |

## Ediciones anteriores

### Campeonato de fútbol de Alemania Meridional
| Temporada | Campeón             | Finalista               |
| 1898      | Freiburger FC       | Karlsruher FV           |
| 1899      | Straßburger FV      | Karlsruher FV           |
| 1900      | Straßburger FV      | Karlsruher FV           |
| 1901      | Karlsruher FV       | Germania 94 Frankfurt   |
| 1902      | Karlsruher FV       | FC Hanau 93             |
| 1903      | Karlsruher FV       | FC Hanau 93             |
| 1904      | Karlsruher FV       | Germania Frankfurt      |
| 1905      | Karlsruher FV       | FC Hanau 93             |
| 1906      | 1. FC Pforzheim     | FC Hanau 93             |
| 1907      | Freiburger FC       | 1. FC Nürnberg          |
| 1908      | Stuttgarter Kickers | 1. FC Nürnberg          |
| 1909      | Phönix Karlsruhe    | 1. FC Nürnberg          |
| 1910      | Karlsruher FV       | FC Bayern Munich        |
| 1911      | Karlsruher FV       | FC Bayern Munich        |
| 1912      | Karlsruher FV       | Phönix Mannheim         |
| 1913      | Stuttgarter Kickers | Frankfurter FV          |
| 1914      | SpVgg Fürth         | Frankfurter FV          |
| 1915      | No se jugó          | No se jugó              |
| 1916      | 1. FC Nürnberg      | Ludwigshafener FC Pfalz |
| 1917      | Stuttgarter Kickers | Spvgg Fürth             |
| 1918      | 1. FC Nürnberg      | Union Stuttgart         |
| 1919      | No se jugó          | No se jugó              |
| 1920      | 1. FC Nürnberg      | Ludwigshafener FC Pfalz |
| 1921      | 1. FC Nürnberg      | Phönix Ludwigshafen     |
| 1922      | Wacker München      | Borussia Neunkirchen    |
| 1923      | SpVgg Fürth         | Phönix Ludwigshafen     |
| 1924      | 1. FC Nürnberg      | SpVgg Fürth             |
| 1925      | VfR Mannheim        | 1. FC Nürnberg          |
| 1926      | FC Bayern Munich    | SpVgg Fürth             |
| 1927      | 1. FC Nürnberg      | SpVgg Fürth             |
| 1928      | FC Bayern Munich    | Eintracht Frankfurt     |
| 1929      | 1. FC Nürnberg      | FC Bayern Munich        |
| 1930      | Eintracht Frankfurt | SpVgg Fürth             |
| 1931      | SpVgg Fürth         | Eintracht Frankfurt     |
| 1932      | Eintracht Frankfurt | FC Bayern Munich        |
| 1933      | FSV Frankfurt       | TSV 1860 Munich         |

- El SpVgg Fürth ganó el campeonato alemán en 1929, clasificando como tercer lugar en el torneo del sur.

### Títulos por equipo
| Club                | Títulos | Años                                           |
| ------------------- | ------- | ---------------------------------------------- |
| Karlsruher FV       | 8       | 1901, 1902, 1903, 1904, 1905, 1910, 1911, 1912 |
| 1. FC Nürnberg      | 7       | 1916, 1918, 1920, 1921, 1924, 1927, 1929       |
| Stuttgarter Kickers | 3       | 1908, 1913, 1917                               |
| SpVgg Fürth         | 3       | 1914, 1923, 1931                               |
| Freiburger FC       | 2       | 1899, 1907                                     |
| FC Bayern München   | 2       | 1926, 1928                                     |
| Eintracht Frankfurt | 2       | 1930, 1932                                     |
| Straßburger FV      | 1       | 1900                                           |
| 1. FC Pforzheim     | 1       | 1906                                           |
| FC Phönix Karlsruhe | 1       | 1909                                           |
| FC Wacker München   | 1       | 1922                                           |
| VfR Mannheim        | 1       | 1925                                           |
| FSV Frankfurt       | 1       | 1933                                           |

### Competiciones Regionales

#### 1907-1919
| Año  | Nordkreis          | Ostkreis         | Südkreis            | Westkreis               |
| 1907 | FC Hanau 93        | 1. FC Nürnberg   | Freiburger FC       |                         |
| 1908 | FC Hanau 93        | 1. FC Nürnberg   | Stuttgarter Kickers | Ludwigshafener FC Pfalz |
| 1909 | FC Hanau 93        | 1. FC Nürnberg   | Phönix Karlsruhe    | FV Kaiserslautern       |
| 1910 | Victoria Hanau     | FC Bayern Munich | Karlsruher FV       | Mannheimer FG           |
| 1911 | SV Wiesbaden       | FC Bayern Munich | Karlsruher FV       | Mannheimer FG           |
| 1912 | Frankfurter FV     | SpVgg Fürth      | Karlsruher FV       | Phönix Mannheim         |
| 1913 | Frankfurter FV     | SpVgg Fürth      | Stuttgarter Kickers | VfR Mannheim            |
| 1914 | Frankfurter FV     | SpVgg Fürth      | Stuttgarter Kickers | VfR Mannheim            |
| 1915 | No se jugó         | No se jugó       | No se jugó          | No se jugó              |
| 1916 | FC Hanau 93        | 1. FC Nürnberg   | Freiburger FC       | Ludwigshafener FC Pfalz |
| 1917 | FSV Frankfurt      | SpVgg Fürth      | Stuttgarter Kickers | Ludwigshafener FC Pfalz |
| 1918 | Amicitia Frankfurt | 1. FC Nürnberg   | Union Stuttgart     | Phönix Mannheim         |
| 1919 | Frankfurter FV     | No se jugó       | No se jugó          | No se jugó              |

#### 1920-1923
| Año  | Nordbayern     | Südbayern        | Württemberg            | Südwest         | Odenwald         |
| 1920 | 1. FC Nürnberg | FC Bayern Munich | Stuttgarter SC         | Freiburger FC   | Waldhof Mannheim |
| 1921 | 1. FC Nürnberg | Wacker München   | Stuttgarter Kickers    | 1. FC Pforzheim | Waldhof Mannheim |
| 1922 | SpVgg Fürth    | Wacker München   | Sportfreunde Stuttgart | Karlsruher FV   | VfR Mannheim     |
| 1923 | SpVgg Fürth    | FC Bayern Munich | Stuttgarter Kickers    | 1. FC Pforzheim | Phönix Mannheim  |

| Año  | Hessen             | Nordmain            | Südmain           | Pfalz                   | Saar                 |
| 1920 | Germania Wiesbaden | Frankfurter FV      | Kickers Offenbach | Ludwigshafener FC Pfalz | Saar 05 Saarbrücken  |
| 1921 | FSV Mainz 05       | Eintracht Frankfurt | Kickers Offenbach | Phönix Ludwigshafen     | Borussia Neunkirchen |
| 1922 | SV Wiesbaden       | Germania Frankfurt  | VfL Neu-Isenburg  | Phönix Ludwigshafen     | Borussia Neunkirchen |
| 1923 | SV Wiesbaden       | FSV Frankfurt       | Kickers Offenbach | Phönix Ludwigshafen     | Borussia Neunkirchen |

#### 1924-1927
| Año  | Bayern           | Mainbezirk    | Rheinbezirk      | Rheinhessen-Saar     | Württemberg-Baden   |
| 1924 | 1. FC Nürnberg   | FSV Frankfurt | Waldhof Mannheim | Borussia Neunkirchen | Stuttgarter Kickers |
| 1925 | 1. FC Nürnberg   | FSV Frankfurt | VfR Mannheim     | SV Wiesbaden         | Stuttgarter Kickers |
| 1926 | FC Bayern Munich | FSV Frankfurt | VfR Mannheim     | FV Saarbrücken       | Karlsruher FV       |
| 1927 | 1. FC Nürnberg   | FSV Frankfurt | VfL Neckarau     | FSV Mainz 05         | VfB Stuttgart       |

#### 1928-1933
| Año  | Baden            | Württemberg         | Nordbayern     | Südbayern        |
| 1928 | Karlsruher FV    | Stuttgarter Kickers | SpVgg Fürth    | FC Bayern Munich |
| 1929 | Karlsruher FV    | Germania Brötzingen | 1. FC Nürnberg | FC Bayern Munich |
| 1930 | Freiburger FC    | VfB Stuttgart       | SpVgg Fürth    | FC Bayern Munich |
| 1931 | Karlsruher FV    | Union Böckingen     | SpVgg Fürth    | FC Bayern Munich |
| 1932 | Karlsruher FV    | 1. FC Pforzheim     | 1. FC Nürnberg | FC Bayern Munich |
| 1933 | Phönix Karlsruhe | Stuttgarter Kickers | 1. FC Nürnberg | FC Bayern Munich |

| Año  | Main                | Hessen         | Rhein            | Saar                 |
| 1928 | Eintracht Frankfurt | Wormatia Worms | Waldhof Mannheim | FV Saarbrücken       |
| 1929 | Eintracht Frankfurt | Wormatia Worms | VfL Neckarau     | Borussia Neunkirchen |
| 1930 | Eintracht Frankfurt | Wormatia Worms | Waldhof Mannheim | FK Pirmasens         |
| 1931 | Eintracht Frankfurt | Wormatia Worms | Waldhof Mannheim | FK Pirmasens         |
| 1932 | Eintracht Frankfurt | FSV Mainz 05   | Waldhof Mannheim | FK Pirmasens         |
| 1933 | FSV Frankfurt       | FSV Mainz 05   | Waldhof Mannheim | FK Pirmasens         |

Fuente:
- En negrita los que ganaron el campeonato del sur en ese año.